# Шафарик, Павел Йозеф

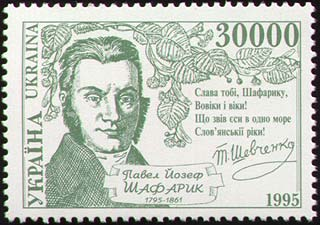
Павел Йозеф Шафарик на почтовой марке (Укрпочта, 1995 год)

Па́вел Йо́зеф (или Йосеф, что соответствует чешскому) Ша́фарик (словац. Pavol Jozef Šafárik, чеш. Pavel Josef Šafařík (сам Шафарик писал Šafárik), 13 мая 1795, c. Кобельярово (ранее по-русски было принято написание Кобелярово), обл. (комитат) Гемер, Габсбургская монархия, ныне район Рожнява, Словакия — 26 июня 1861, Прага) — словацкий и чешский славист, поэт, деятель чешского и словацкого национального возрождения.
Хранитель (1841) и директор (1848) библиотеки Пражского университета.

## Биография
Родился 13 мая 1795 года в cеле Кобельярово, комитат Гемер, Габсбургская монархия (ныне район Рожнява, Словакия). Отец, Павел Шафарик, был евангелическим пастором и школьным учителем.
В 1810—1814 годах учился в протестантском лицее в г. Кежмарок. В этот период он прочитал статью И. Юнгмана о чешском языке, которая произвела на него большое впечатление.
В 1814—1816 годах в Вене (журнал «Prvotiny pěkných umění») и в Левоче (отдельная книжечка) публиковались стихи Шафарика.
В 1815—1817 годах учился в Йенском университете. Покинув университет, Шафарик один месяц провёл в Праге (познакомившись там с Йосефом Добровским, Йосефом Юнгманом и Вацлавом Ганкой).
В 1817—1819 годах работал частным учителем в Пресбурге (Братислава). Там он регулярно общался с Франтишеком Палацким. В 1818 году вышла книга «Počátkowé Českého básnjctwj obwzlásstě prozodye» («Начала чешского стихосложения, особенно просодии»). Книга (выполненная в форме переписки) была написана Шафариком совместно с Ф. Палацким и опубликована анонимно. Там рекомендовалось использовать для чешского стихосложения тонический, а не метрический принцип.
В 1819—1833 годах был учителем и директором в сербской православной гимназии в г. Нови-Сад (тогда — город на юге Венгерского королевства
В 1823 году в Пеште издано собрание словацких народных песен: «Písně světské lidu slovenského v Uhřích». Публикаторы указаны следующим образом: Sebrané a vydané od P.J.Šafaříka, J.Blahoslava a jiných (за «иными» скрывался Ян Коллар — участие протестантского священника в публикации фольклорных текстов для того времени показалось слишком вызывающим, чтобы объявить о нём открыто).
В 1826 в Буде (нем. Ofen; в ряде источников в качестве места издания ошибочно указан Пешт) опубликована его первая серьёзная научная работа, «Geschichte der slawischen Sprache und Literatur nach allen Mundarten».
В 1833 в Пеште издана его работа «Serbische Lesekörner oder historisch-kritische Beleuchtung der serbischen Mundart» (И. В. Ягич пишет, что Шафарик собирался осуществить большую публикацию старых сербских грамот с комментарием, но опубликовал только филологические комментарии, которые и составили «Serbische Lesekörner»).
В 1833 году Шафарик переезжает в Прагу.
В 1834—1835 годах — редактор журнала «Světozor», в 1836—1847 — книжный цензор.
Одной из основных работ, над которой он работал в Праге, были «Славянские древности» («Slovanské starožitnosti», в 1837 году вышел первый, историко-географический том). Результаты этнографических работ Шафарика отражены в книге «Slowanský národopis» (Прага, 1842). Кроме того, Шафарик занимался исследованием глаголического письма. Изучал рукопись Карловачки родослова.
Вклад Шафарика в изучение чешских древностей оказался довольно неоднозначным, так как он считал фальсификации Вацлава Ганки подлинными. В 1840 году совместно с Ф. Палацким он публикует «Die ältesten Denkmäler der böhmischen Sprache» (книга в основном посвящена фальсифицированным текстам — их публикации и анализу), в 1847 — «Elemente der altböhmischen Grammatik» (качественный лингвистический анализ был основан на тех же фальсификатах и поэтому сейчас не может использоваться).
В 1857 году по представлению ИРГО Шафарику был пожалован орден Св. Анны 2-й степени.
Некоторые работы Шафарика были изданы только после смерти исследователя его зятем Йозефом Иречеком.
Оказал влияние на развитие славяноведения в других странах, в том числе в России. Его советами пользовались, в частности, И. И. Срезневский и О. М. Бодянский.
В 1949 году в фильме «Революционный 1848 год» его сыграл Йиржи Догнал.

## Взгляды

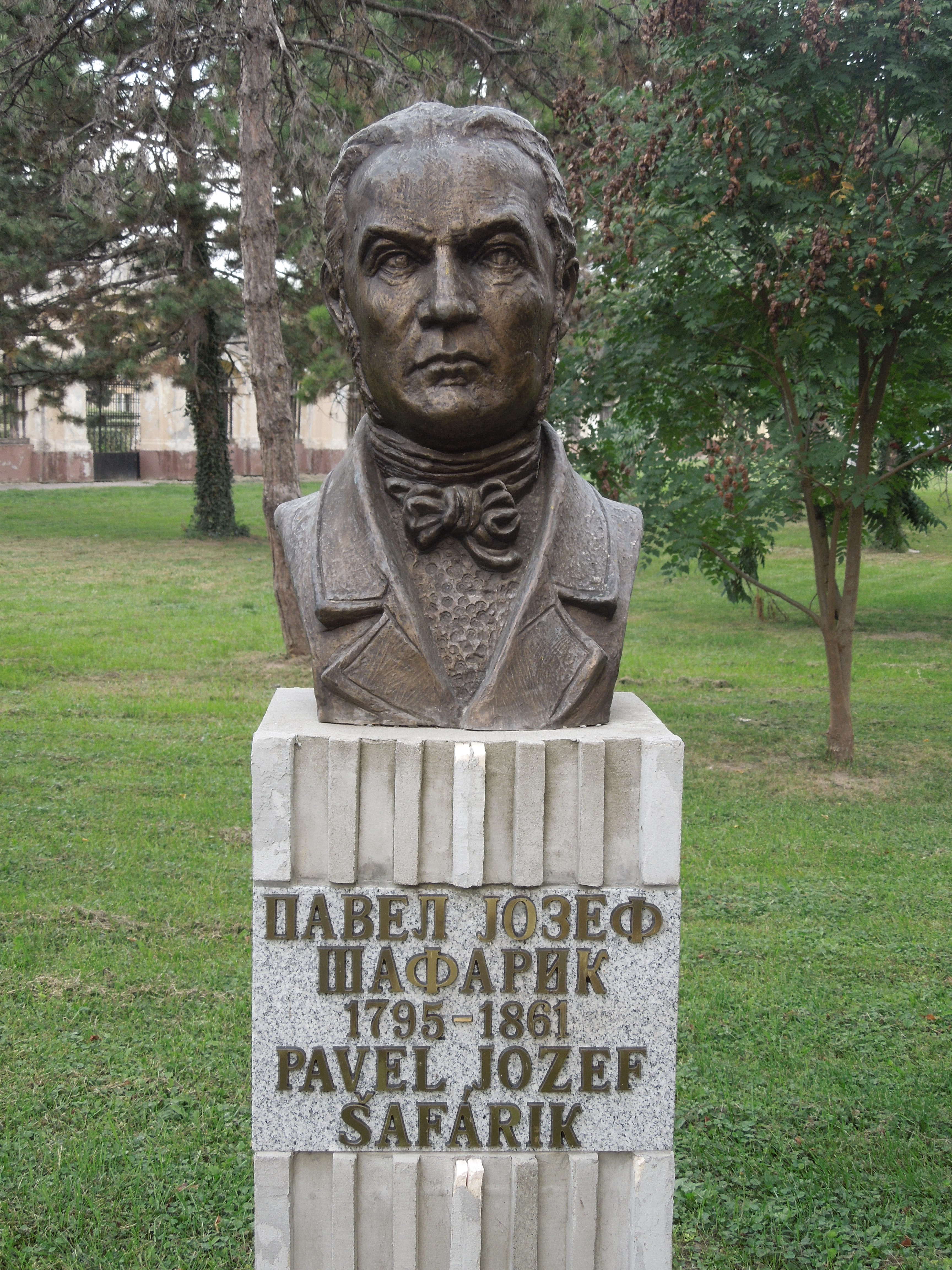
Памятник Шафарику в Кулпин

Шафарик отстаивал точку зрения, согласно которой славяне являются аборигенами Европы, обитавшими между южным побережьем Балтийского моря и Карпатами по берегам реки Вислы. Античное название славян — венеды. Немцы называли славян словом венды, а скандинавы — словом ваны. Шафарик полагал, что путь авар в Паннонию пролегал по близкой к галицкому Подолью и наиболее доступной части гор, которая в летописи называется «воротами угорскими».

### Список произведений
- Geschichte der slawischen Sprache und Literatur nach allen Mundarten. Ofen, 1826[7]
- Geschichte der slawischen Sprache und Literatur nach allen Mundarten. Prag, 1869 (2-е издание)[8]
- Über die Abkunft der Slawen nach Lorenz Surowiecki. Ofen, 1828[9]
- Die ältesten denkmäler der böhmischen sprache. Prag, 1840[10]
- Elemente der altböhmischen Grammatik. Prag, 1847[11]
- Elemente der altböhmischen Grammatik. Prag, 1867 (второе издание)[12]
- Славянское народописание = Slowanský národopis / Пер. О. М. Бодянского. — М.: Университетская тип., 1843. — 197 с. Архивировано 9 августа 2013 года.
- Über den Ursprung und die Heimath des Glagolitismus. Prag, 1858[13]
- Об имени и положении города Винеты, иначе Юмина, Юлина, Иомсбурга = Namen und Lage der Stadt Wineta, auch Jumin, Julin, Jomsburg / Пер. О. М. Бодянского. — М.: О-во истории и древностей рос., 1847. — 26 с. Архивировано 18 мая 2015 года.
- Славянские древности: В 2 томах = Slovanské starožitnosti / Пер. О. М. Бодянского. — 2-е изд. — М.: Университетская тип., 1847—1848.
  - Часть историческая. Том I. Книга I-я. — 464 с.
  - Часть историческая. Том I. Книга II-я. — 448 с.
  - Часть историческая. Том II. Книга I-я. — 462 с.
  - Часть историческая. Том II. Книга II-я. — 369 с.
  - Часть историческая. Том II. Книга III-я. — 447 с.
- Paul Jos. Šafařik’s Geschichte der illirischen und kroatischen Literatur. Prag, 1865 (издал И. Иречек)[14]
- Acta archivi Veneti spectantia ad historiam Serborum et reliquorum Slavorum meridionaliom. Collegit et transcripsit Joannes Schafárik[15]
- Славянские древности: от Геродота до падения Гуннской и Римской держав (465 до н. э. — 469—476 н. э.). Пер. с чеш. О. М. Бодянского. — М. : Академический Проект, 2015. — 475 с. — (Серия: Технологии культуры).